# Calamaria mecheli
Calamaria mecheli är en ormart som beskrevs av Schenkel 1901. Calamaria mecheli ingår i släktet Calamaria och familjen snokar. IUCN kategoriserar arten globalt som otillräckligt studerad. Inga underarter finns listade.
Arten förekommer på centrala Sumatra. Honor lägger ägg.